# 螺絲麵

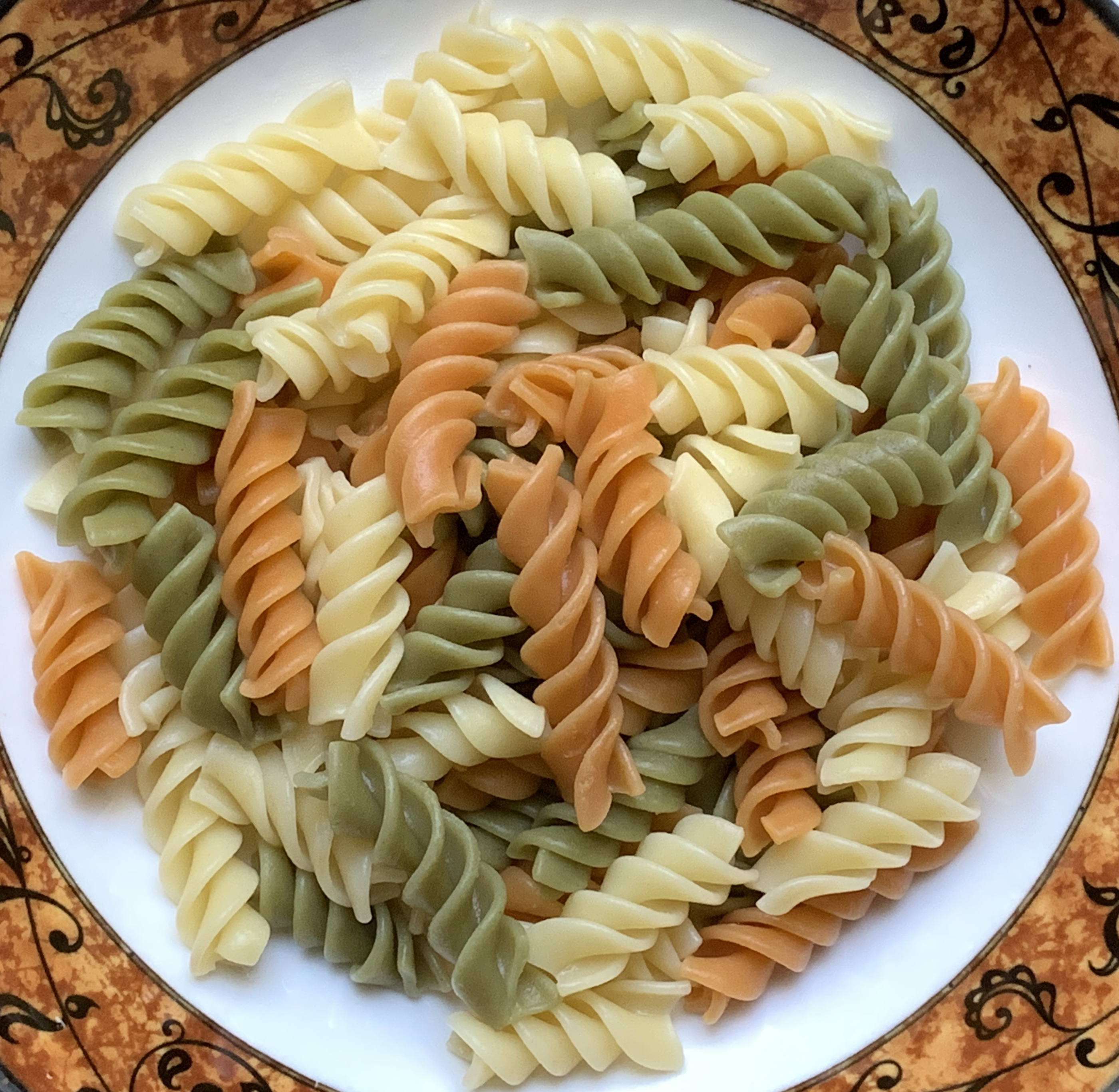
螺絲麵

螺絲粉（義大利語：Rotini）是一種螺旋狀的的義大利麵，因為像螺丝钉一樣而得名，也成為香港茶餐廳、速食店的常見食品。 